# AMA-Gütesiegel
Das AMA-Gütesiegel ist das Gütezeichen, das von der öffentlich-rechtlichen Agrarmarkt Austria verwaltet und kontrolliert wird. Es ist als eingetragene Wort-Bildmarke geschützt.
Mit dem AMA-Gütesiegel können Lebensmittel ausgezeichnet werden, die qualitativ die gesetzlichen Vorgaben übertreffen und deren Herkunft konkret nachvollziehbar ist. Die Richtlinien für die Vergabe des AMA-Gütesiegels müssen vom Bundesministerium für Nachhaltigkeit und Tourismus genehmigt werden. Ihre Einhaltung wird von unabhängigen, staatlich akkreditierten Kontrollstellen und Labors sowie durch Überkontrollen sichergestellt. Das AMA-Gütesiegel ist das bekannteste Qualitätszeichen für Lebensmittel in Österreich und den meisten Einwohnern bekannt.

## Aufbau und Verantwortlichkeit
Markenrechtsinhaber ist die Agrarmarkt Austria Marketing GmbH.
Lizenznehmer: Am AMA-Gütesiegel-Programm nehmen rund 47.000 landwirtschaftliche Erzeuger teil, davon rund 37.000 Milchviehhalter, 5000 Rinderhalter, 1800 Schweinehalter, 700 Legehennenhalter, 400 Masthuhn- und Putenhalter sowie 1500 Obst-, Gemüse- und Kartoffelproduzenten. Rund 800 Lizenznehmer dürfen ihre Produkte mit dem AMA-Gütesiegel auszeichnen. Insgesamt tragen 3000 Produkte quer über alle Produktbereiche das AMA-Gütesiegel.

## Basisanforderungen
Produkte, die das AMA-Gütesiegel tragen, unterliegen ganzheitlichen, integrierten Qualitätssystemen vom Feld bzw. Stall bis zum Geschäft. Die drei Säulen des AMA-Gütesiegels sind die unabhängige Kontrolle, die über die gesetzlichen Anforderungen hinausgehenden Qualitätsparameter und die nachvollziehbare Herkunft der Rohstoffe.
Basis der Qualitätsanforderungen im AMA-Gütesiegel sind die Richtlinien des Österreichischen Lebensmittelbuches, vierte Auflage. Sind dort für ein Lebensmittel mehrere Qualitätsstufen vorgesehen, müssen die Anforderungen einer höheren Qualitätsstufe erfüllt sein. Darüber hinaus sehen die Programme des AMA-Gütesiegels produktspezifisch weitergehende Anforderungen vor.
Nachvollziehbare Herkunft bedeutet beim rot-weiß-roten AMA-Gütesiegel, dass die wertbestimmenden Rohstoffe zu 100 % aus Österreich stammen müssen. Bei zusammengesetzten Lebensmitteln aus mehr als einer Zutat, dürfen Komponenten nur dann aus dem Ausland bezogen werden, wenn sie in Österreich nicht oder nicht in ausreichender Menge und Qualität erzeugt werden. Solche Zutaten dürfen aber nicht mehr als ein Drittel des Produkts ausmachen. In der Praxis liegen die Anteile weit niedriger, zum Beispiel Bananen im Fruchtjoghurt (zwischen 10 und 25 Prozent) oder Pfeffer in der Wurst (unter einem Prozent). Diese Regelung gilt nicht für landwirtschaftliche Primärprodukte wie Milch, Fleisch, Eier, Obst und Gemüse.

## Produktionsbestimmungen und Richtlinien
Mehr als 20 verschiedene Produktionsbestimmungen und Richtlinien regeln die Herstellung:
- neun Richtlinien für die landwirtschaftliche Qualitätsproduktion
- neun Richtlinien für Be- und Verarbeitungsprodukte sowie den Lebensmittelhandel
- fünf weitere Kennzeichnungs- und Registrierungssysteme wie bos (Rinder), Ovum (Eier), pastus+ (Futtermittel), sus (Schweine) und Bio.

Diese Richtlinien umfassen beispielsweise die Verwendung von zertifizierten Futtermitteln, die Einhaltung der Standards der „Integrierten Produktion“ bei Obst und Gemüse, die pH-Wert-Messung von Fleisch zum Ausschluss von Fleischfehlern, das Verbot von Zusatzstoffen für die Produktion von Fruchtjoghurt oder Fleischerzeugnissen. Darüber hinaus wird die Einhaltung und Dokumentation von besonders hohen Hygiene- und Sensorikstandards verlangt und regelmäßig durch Produktanalysen überprüft.
Die Richtlinien der AMA-Marketing werden kontinuierlich weiterentwickelt und evaluiert.

## Kritik

Vergleich des AMA-Gütesiegels mit anderen Gütesiegeln

Die Qualität des AMA-Gütesiegels wurde 2017 von den NGOs Global 2000 und Südwind überprüft und für eher mangelhaft befunden:
„(...) Der Einsatz von gentechnisch verändertem Futter ist jedoch erlaubt. Das AMA-Gütesiegel setzt einige wenige Ansprüche an die gute landwirtschaftliche Praxis, Kriterien beziehen sich jedoch hauptsächlich auf Verarbeitungs- und Hygienevorschriften“.
Greenpeace ließ 2018 das Futter der Schweine vom Umweltbundesamt testen. Es zeigte sich, dass rund 90 % des im Futter enthaltenen Soja aus transgenen Sojabohnen besteht.
Vor allem der Anspruch bzgl. der Kriterien „Umwelt“, „Soziales“ und „Tierwohl“ wurden als „gering“ eingestuft. Das Kriterium „Fundiertheit“ erfüllt ebenfalls nur „mittleren Anspruch“.
Eine 2020 von Greenpeace und weiteren Tierschutzorganisationen veröffentlichte Studie zum Thema Schweinefleischkauf, bei welcher unter anderem die Verwendung von Antibiotika während der Aufzucht, der Zugang zu Außenbereichen sowie zehn weitere Kriterien beurteilt wurden, kam zu dem Ergebnis, dass das AMA-Gütesiegel in allen zwölf getesteten Kategorien nicht den Anforderungen entspricht.
Laut einer Prüfung der Arbeiterkammer Oberösterreich und Vier Pfoten im April 2020 orientiere sich „das am meisten verwendete AMA-Gütesiegel im Wesentlichen nur an gesetzliche Mindeststandards, die als zu niedrig angesehen werden“.
Im April 2022 erschienen Berichte über »Schweine mit faustgroßen, aufgebrochenen Eiterbeulen am Rücken, mit rot verschwollenen Augen, blutig-abgebissenen Schwänzen und verkrüppelten Vorderbeinen« in einem Schweinemastbetrieb in Kärnten, deren Fleisch dennoch mit dem AMA-Gütesiegel verkauft wurde. AMA-Marketing sprach von einem »tragischen Betriebsunfall«. Der Hof war zwei Jahre vorher zuletzt kontrolliert worden; trotz bestehender Missstände wurde das Prüfintervall nicht verkürzt.

## Produktgruppen, die mit dem AMA-Gütesiegel ausgezeichnet werden können
Ausgezeichnet werden können folgende Produktgruppen:
| Frischeprodukte - Obst / Gemüse / Speisekartoffeln - Rind- / Kalb- / Schwein- / Huhn- / Puten- / Lamm-Fleisch - Wurstwaren und Fleischerzeugnisse - Milch und Milchprodukte - Eier - Brot und Gebäck | Be- und Verarbeitungsprodukte - Tiefkühl-Gemüse - Speiseöl - Bier - Salz - Knödel - Pommes - Fruchtsäfte - Honig |

## Kontrollsystem
In das Kontrollsystem des AMA-Gütesiegel Programms ist jede Stufe der Lebensmittelkette – vom Landwirt bis zum Lebensmittelhandel – eingebunden. Die Kontrollen werden von unabhängigen Kontrollstellen durchgeführt. Auch die Kontrollorgane selbst unterliegen genauen Überprüfungen.
Die Kontrollen bauen auf eine dreistufige Kontrollpyramide auf:
1. Auf der ersten Stufe muss der Landwirt, Lebensmittelproduzent bzw. Handelsbetrieb selbst regelmäßig die gesetzlich vorgeschriebenen Eigenkontrollen durchführen und dokumentieren.
2. Auf der zweiten Stufe werden die Betriebe extern durch unabhängige Kontrollstellen überprüft, die von der AMA-Marketing zugelassen sind.
3. Die Arbeit der Kontrollorgane lässt die AMA-Marketing in der dritten Stufe durch Überkontrollen prüfen.

Pro Jahr werden ca. 14.300 Vor-Ort-Kontrollen durchgeführt, davon 11.700 bei Landwirten. Davon sind jedoch mehr als ein Drittel nur satellitengestützte Flächenmessungen (MFA-Kontrollen), und etwas weniger als ein Drittel Kontrollen der Marktordnung. Etwa 2600 der Vor-Ort-Kontrollen 2023 betrafen Betriebe mit Rinder, wobei da auch reine Kontrollen eines Almauftriebs dabei eingerechnet werden. Außerdem werden jährlich rund 10.500 Analysen wie Produktanalysen, Harn- und Kotproben sowie Blatt- und Fruchtproben gemacht. Dem gegenüber stehen in Österreich über 19 Tausend Schweinehalter mit 2,7 Millionen Tieren und 55 Tausend Rinder mästende Betriebe mit über 1,8 Millionen Tieren.